# Kókó
Kōkō (japonsky 光孝天皇, Kókó-tennó, 830 – 17. září 887) byl padesátý osmý císař Japonska v souladu s tradičním pořadím posloupnosti. Vládl od 5. března 884 do své smrti 17. září 887.
Princ, jehož osobní jméno (imina) před nástupem na Chryzantémový trůn znělo Tokijasu (時康親王), či Komacu, byl třetím synem 54. císaře Ninmjóa a jeho ženy Sawako Fudžiwary. Později býval rovněž označován jako "císař Komacu". Toto jméno přijal v 15. století i císař Go-Komacu.

## Události za Kókóova života
První regent Motocune Fudžiwara ovlivnil proces, během něhož se princ Tokijasu (Kókó) stal císařem. V době, kdy byl sesazen císař Józei, byl už princ Tokijasu guvernérem provincie Hitači a hlavním ministrem ceremonií (džibu-kjó 治部卿).
Podle zprávy sepsané ve 14. století dvořanem a spisovatelem Čikafusou Kitabatakem vyřešil regent Motocune Fudžiwara problém nástupnictví jednoduše tím, že navštívil prince Tokijasua, oslovil jej jako panovníka a přidělil mu císařskou stráž. Princ dal najevo svůj souhlas tím, že vstoupil do císařských nosítek, která jej zanesla do císařského obydlí v paláci. Je zajímavé, že když se rozhodl vydat se vstříc zcela nečekané budoucnosti, měl na sobě ještě stále princovské roucho.
Císař Józei byl sesazen 4. února 884, v 8. roce své vlády. Povolaní učenci poté určili, že nástupnictví (senso) obdrží třetí syn bývalého císaře Ninmjóa, jemuž bylo v té době 55 let. Již 23. března pak prý císař Kókó usedl na trůn (sokui).
Během své vlády oživil Kōkō řadu starobylých dvorských rituálů a obřadů. Jedním z příkladů je císařská sokolnická výprava do Serikawy, s níž přišel v roce 796 císař Kammu. Tuto rituální událost Kókó oživil po padesátileté přestávce.
Císař Kókó zemřel 17. září 887 ve věku 57 let.
Místo, kde byl císař Kókó pohřben, je známo. Císař je proto tradičně uctíván v pamětní šintoistické svatyni (misasagi) v Kjótu. Úřad pro záležitosti japonského císařského dvora stanovil toto místo jako mauzoleum císaře Kókóa, takže nese formální jméno Kaguragaoka no Higaši no misasagi.

## Rodina
Císařský princ Tokijasu neboli císař Kókó měl 15 manželek, s nimiž zplodil asi 45 dětí, 20 synů a asi 25 dcer. Jeho třetí syn, císařský princ Sadami, (定省親王) se posléze stal císařem Udou.

## Poezie
O císaři Kókóovi je dobře známo, že se věnoval poezii. Jedna z jeho básní waka se objevila i v klasické antologii Ogura Hjakunin Isšu a je zaznamenána i v první oficiální sbírce japonské lyriky Kokinšú.